# Tongas flag
Tongas flag blev taget i brug 4. november 1875.
Flaget minder om flaget til Røde Kors. Oprindelig var flaget identisk med Røde Kors' flag, men for at undgå forvirring blev det ændret til dagens flag. Flaget har været i brug siden 1864, men blev officielt taget i brug i 1875. I Tongas grundlov står der at flaget aldrig skal ændres.